# Komsar
Komsar (persiska: کمسر) är en ort i Iran.   Den ligger i provinsen Gilan, i den nordvästra delen av landet, 260 km nordväst om huvudstaden Teheran. Antalet invånare är 160.
Terrängen runt Komsar är mycket platt. Runt Komsar är det tätbefolkat, med 493 invånare per kvadratkilometer. Närmaste större samhälle är Rasht, 19,4 km sydost om Komsar. Trakten runt Komsar består till största delen av jordbruksmark.